# Entomopteryx amputata
Entomopteryx amputata är en fjärilsart som beskrevs av Achille Guenée 1858. Entomopteryx amputata ingår i släktet Entomopteryx och familjen mätare. Inga underarter finns listade i Catalogue of Life.